# Sven Bellman
Sven Emil Holger Bellman, född den 19 april 1918 i Alnö församling, Västernorrlands län, död den 18 januari 2007 i Stockholm, var en svensk läkare. Han var gift med Margit Bellman.
Bellman avlade studentexamen i Stockholm 1937, medicine kandidatexamen 1939 och medicine licentiatexamen 1945. Han promoverades till medicine doktor 1953 och blev samma år docent i kirurgi vid Karolinska institutet. Bellman innehade ett Research Fellowship i kirurgi vid Harvard Medical School 1957–1959. Han innehade olika läkarförordnanden 1943–1952, var förste underläkare vid Serafimerlasarettet 1952–1958, forskningsläkare vid Statens medicinska forskningsråd 1958–1966, byråläkare vid Försvarets sjukvårdsstyrelse 1966, förste försvarsläkare där 1969–1971 och försvarsöverläkare från 1972. Makarna Bellman är gravsatta i Gustaf Vasa kyrkas kolumbarium.